# Universidade de Mulheres Ewha

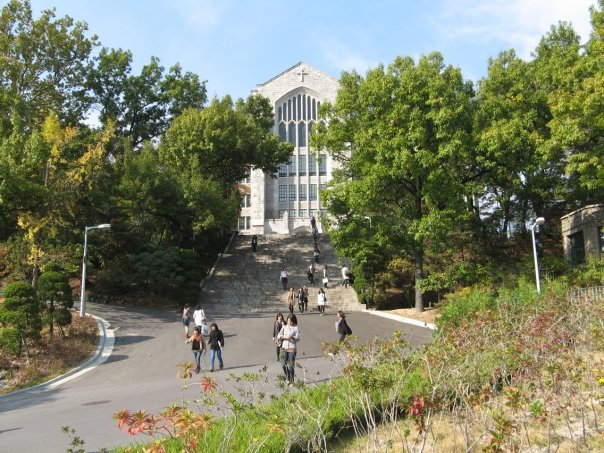
A Universidade de Mulheres Ewha.

A Universidade de Mulheres Ewha (em coreano 이화여자대학교) é uma universidade privada coreana, exclusiva para estudantes mulheres, localizada no centro de Seul, na Coreia do Sul. Foi fundada no ano de 1886, pela missionária metodista estadounidense Mary F. Scranton. Ewha é um termo sino-coreano para flor de pera.